# 순빈 곽석특씨
순빈 곽석특씨 (恂嬪 霍碩特氏, 18세기 ~ 1761년)는 (책문상으로는 곽郭씨.) 태길 우바시의 딸이자 청 건륭제의 빈이다.

## 생애
언제 입궁해쓴지는 불분명하다. 건륭 24년 (1759년) 6월 19일, 순귀비 하의 학칙거녀 곽씨가 곽상재로 봉해졌고, 황후 나랍씨 하의 학칙거녀 배이갈사씨도 같은 날 이귀인으로 봉해졌다. 얼마 후, 7월 7일 건륭제는 열하행궁을 찾은 후비들에게 피서산장 여의주의 편운전의 동난각에서 회식을 하게 하고, 행사도 겸해 서난각에서 식사를 했다. 이후, 수방 암수대전 앞에서 구교의식을 거행하였고, 곽상재도 참석해 절을 올렸다. 그 해 8월 16일, 순귀비가 피서산장에서 병을 앓자, 3황자는 시위대 등을 대동하고 귀경했고, 곽상재는 열하행궁에 남아 건륭제를 섬겼다.
건륭 25년 (1760년) 6월 25일, 곽상재는 이미 곽귀인으로 진급한 상태이며, 정확한 진봉 날짜는 알려지지 않았다. 곽귀인은 위분뿐만 아니라, 궁중 생활에서도 많은 관심을 받았는데, 제문에는 《시선각위숙배견관》, 「의복에 따라 식단을 본다」는 뜻이다.
건륭 26년 (1761년) 7월 17일, 곽귀인은 건륭제를 따라 열하초록까지 갔고, 8월 26일 진시(辰時)에 급병으로 죽었다. 8월 28일 예부는 빈이 훙거한 것을 예로 들며, 곽귀인이 죽은 후, 건륭제가 조정을 일시정지하고, 이틀 동안 대내 이하, 종실 이상이 소복을 입어야한다고 청했다. 9월 4일, 성지를 받들어 곽귀인을 빈으로 추서하고, 곽빈으로 불렀다. 건륭 27년 5월, 정식 순빈 추봉례가 행해졌다.